# パノプティコン

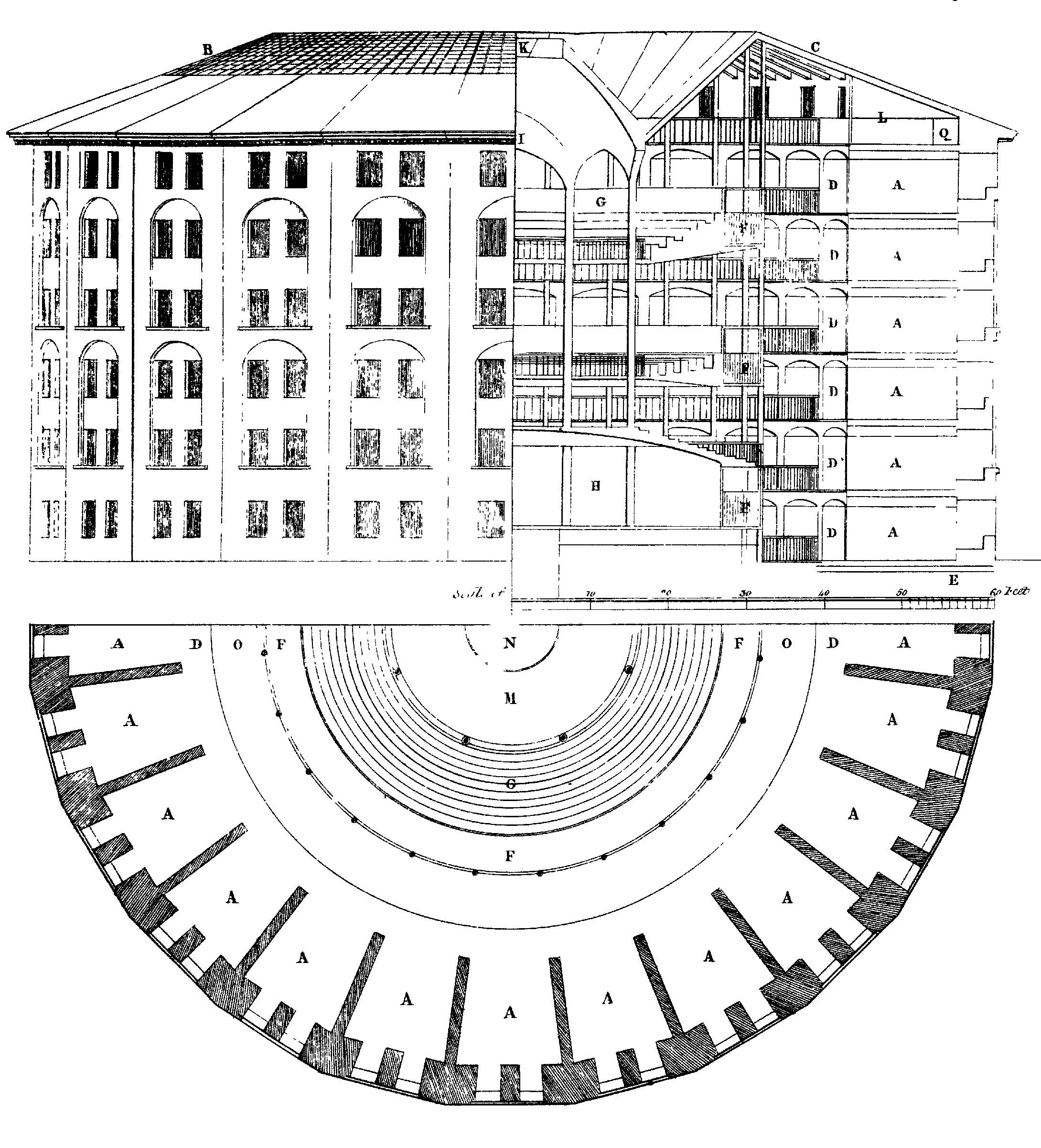
ベンサムによるパノプティコンの構想図

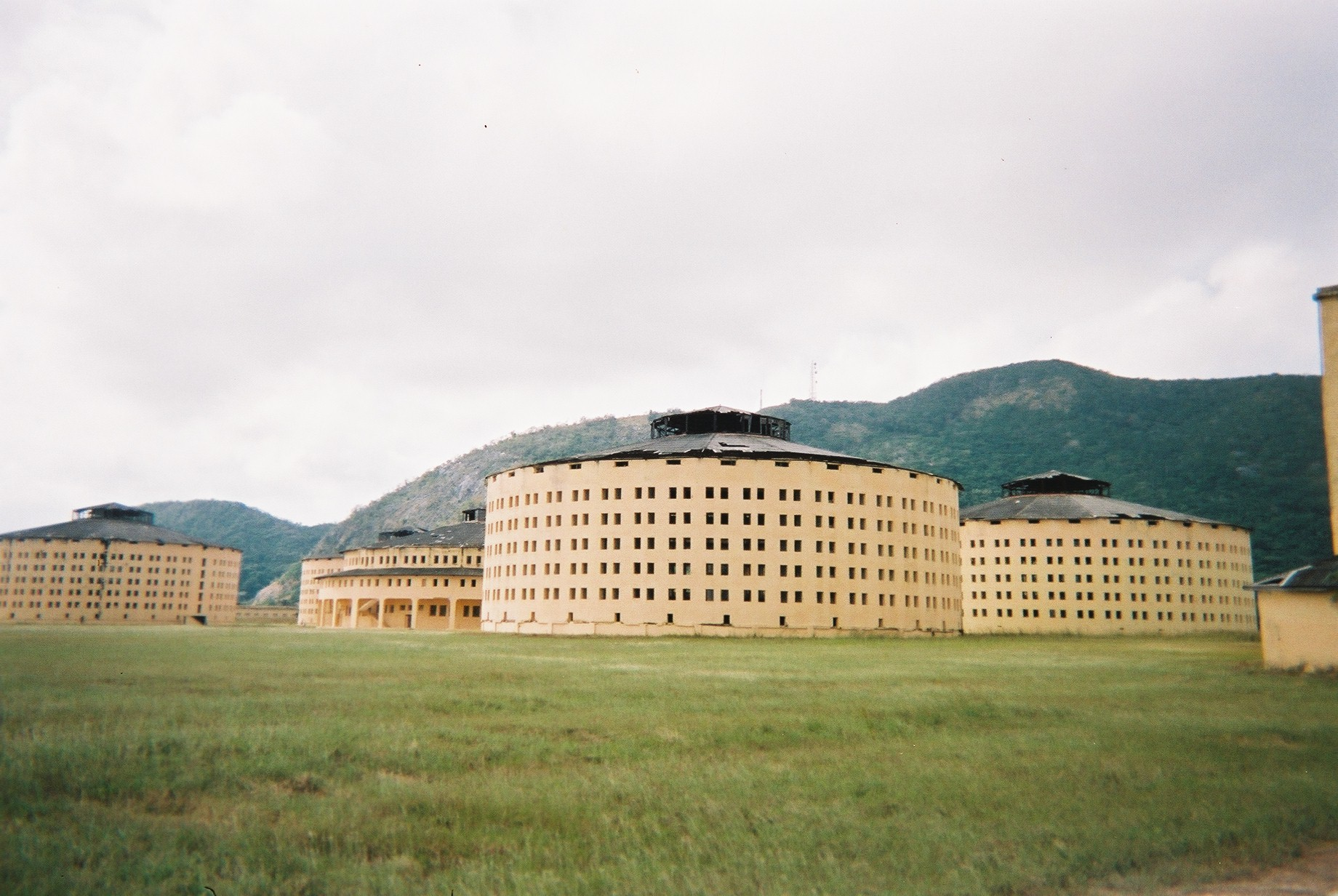
パノプティコン型刑務所の例。旧プレシディオ・モデーロ（キューバ）

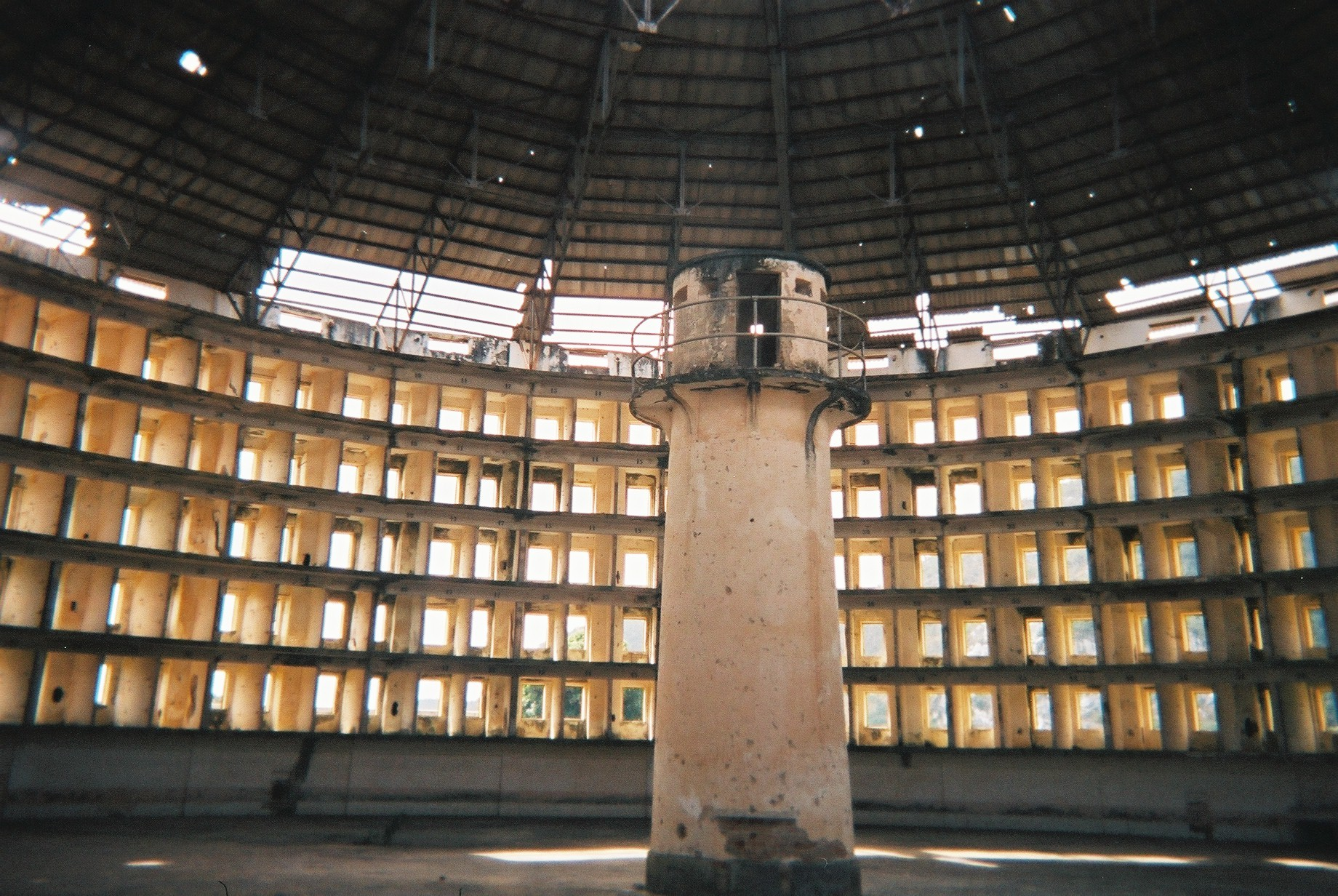
プレシディオ・モデーロの内部

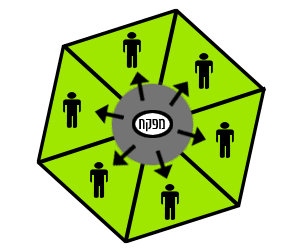
監視方法

パノプティコン、もしくはパンオプティコン(Panopticon)は邦訳すれば全展望監視システムのこと。all「すべてを」(pan-)observe「みる」 (-opticon)という意味である。イギリスの哲学者ジェレミ・ベンサムが弟サミュエルに示唆を受け設計した刑務所その他施設の構想であり、その詳細が記された『パノプティコン』が1791年に刊行されている。

## 概説
功利主義者であったベンサムは、「社会の幸福の極大化を見込むには、犯罪者や貧困者層の幸福を底上げすることが肝要である」と考えていた。
ベンサムの功利主義的な姿勢はパノプティコンにも反映され、ベンサムの考える限りにおいて、運営の経済性と収容者の福祉が最大限に両立されている。ベンサムは「犯罪者を恒常的な監視下におけば、彼らに生産的労働習慣を身につけさせられる」と主張していた。
パノプティコンは、円形に配置された収容者の個室が多層式看守塔に面するよう設計されており、ブラインドなどによって、収容者たちにはお互いの姿や看守が見えなかった一方で、看守はその位置からすべての収容者を監視することができた。
パノプティコンは民間に委託される予定だった施設であり、少ない運営者でもって多数の収容者を監督することが構想されている。ベンサムの構想では、収容者には職業選択の自由が与えられることになっていて、刑期終了後も社会復帰のために身体の安全が確保され、更生するまでこの施設で労働することができる。パノプティコンは単なる刑務所（建物）ではなく、社会に不幸をもたらす犯罪者を自力で更生させるための教育・改造するためのシステムだった。
生前のベンサムは、当時のイギリスの非人道的な刑務所事情に心を痛め、パノプティコンの建設に異様なほど力を入れており、父の遺産の一部で模型までつくり、英国議会に強く働きかけた。1816年、ミルバンクで開設されたイングランド国立監獄の発想に影響を与えたものの、国立監獄そのものの実現は、ついに叶わなかった。
最初のパノプティコン型刑務所の建設はアメリカで建設され、この施設の設計思想は刑務所のほか、のちに学校や病院や工場などの施設に応用されることが意図されていた。
マザス監獄やレンヌ中央監獄などに代表される19世紀フランスの監獄建築で、獄房に収監された囚人がいつ看守に監視されているか、いないのか分からないままに、すべての方向から監視されているという監獄建築。ミシェル・フーコーが『監獄の誕生 監視と処罰』で、それを転用して、社会のシステムとして管理、統制された環境の比喩として用いた。
日本での監獄・刑務所のシステムは、明治時代にフランスを手本として構築されたため、フーコーが指して言っているパノプティコン監獄のモデルは、犬山市の博物館明治村にある金沢監獄にも小規模ながら窺い知ることができる。博物館網走監獄の「五翼放射状平屋舎房」も、パノプティコンを念頭に置いたものである。